# Национален музей „Христо Ботев“
Националният музей „Христо Ботев“ се намира в Калофер – родния град на големия български поет и революционер.
Разположен е в парк „Ботевата градина“ и включва следните обекти: мемориална къща музей, изложбена зала, паметник на Христо Ботев и паметник на Иванка Ботева – майка на поета. Целият ансамбъл е обявен за паметник на културата. Музеят е включен в Стоте национални туристически обекта и има печат.
Къщата на Христо Ботев представя автентичната обстановка, в която е живяло семейството на героя. В изложбената зала са аранжирани лични вещи, документи, публикации и други материали, свързани с живота и творчеството на Христо Ботев, както и на неговото семейство и съратници.

## История на музея
След близо 10-годишни проучвания професор Тачев установява, че в Калофер семейство Ботеви са живеели в две къщи и изработва проекти за изграждане на една от тях и оформянето ѝ като музей, които обаче остават нереализирани. След смъртта му с това дело се заема археолог Балтаджиев. Той изгражда по свои проекти музея и през 1944 година той е завършен. На 24 май за пръв път е отворен за посещение, а на 2 юни и официално.
Съвременната модерна сграда на музея отваря врати на 6 януари 1973 година, като е построена в непосредствена близост. В нея са изложени и могат да се видят единствените запазени лични вещи на Христо Ботев – джобният му часовник и писалищни принадлежности, мастилница от стъкло, преса и поставка за писалка във формата на подкова. В експозицията е изложено месингово хаванче с името на Ботевата съпруга Венета и кърпа с монограм на дъщерята на Ботев – Иванка. Освен тях Венета Рашева – Божинова, внучка на Венета Ботева, е дарила на музея и том с произведенията на Христо Ботев с бележки от неговата дъщеря и подпис. Семейство Рашеви дарява и други предмети, снимки и писма.